# José Kallás
José Kallás (Fakiha, 17 de março de 1877 — 9 de dezembro de 1960) foi um sacerdote católico libanês de rito oriental.

## Biografia
Dom José fez seus estudos secundários e superiores de Filosofia, Teologia e Direito Canônico no seminário de Santa Ana em Jerusalém. Foi ordenado sacerdote da Igreja melquita em 23 de maio de 1903, ocupando, sucessivamente, os cargos de secretário do Arquieparca de Baalbeque e vigário-geral do arquieparca de Iabrude (Síria). 
Vinte anos após sua ordenação, foi apontado para Eparca (Bispo) de Trípoli, no litoral-norte do Líbano, pelo Santo Sínodo Melquita de 1923, tendo sua nomeação sido confirmada pelo Papa Pio XI. Ocupou o posto até sua morte, em 1960.
Esteve no Brasil, visitando a terra de seus irmãos e parentes, que residiam em Passos e em Santa Rita do Sapucaí, Minas Gerais, durante duas viagens nas décadas de 1940 e 1950. 